# Sankt Agatha
Sankt Agatha är en ort och kommun i Österrike. Den ligger i distriktet Grieskirchen i förbundslandet Oberösterreich, 180 kilometer väster om huvudstaden Wien.
Kommunen består av 40 orter (Ortschaften) (inom parentes invånarantal 1 januari 2024):

- Bräuleiten (19)
- Bäckenhof (1)
- Dittersdorf (48)
- Dunzing (32)
- Dörfledt (10)
- Ensfeld (68)
- Ernleiten (12)
- Etzing (96)
- Freiling (57)
- Gmein (57)
- Gschwendt (17)
- Götzling (48)
- Hanging (35)
- Hatzing (75)
- Henzing (37)
- Hollerbrunn (19)
- Holzwühr (21)
- Hundsdorf (66)
- Hölzing (74)
- Kolmhof (9)
- Kropfleiten (3)
- Königsdorf (125)
- Löcking (9)
- Löwengrub (28)
- Miniberg (8)
- Mitterberg (4)
- Mühlgraben (8)
- Parz (24)
- Pötzling (17)
- Riesching (136)
- Sattlberg (12)
- Schabetsberg (26)
- Scharzeredt (38)
- Scheiblberg (17)
- Schmieding (16)
- Sonnleiten (29)
- St. Agatha (812)
- Steinzen (10)
- Uring (28)
- Waid (10)